# Wereldkampioenschap trial 2019 (vrouwen)
Het wereldkampioenschap trial 2019 is een wereldkampioenschap voor vrouwen dat werd verreden tussen 7 juni en 22 september 2019. Bij dit FIM trialkampioenschap kwamen de rijders uit in vijf wedstrijden in vier landen: in Motegi (Japan), Gouveia (Portugal), Auron (Frankrijk) en La Nucía (Spanje).

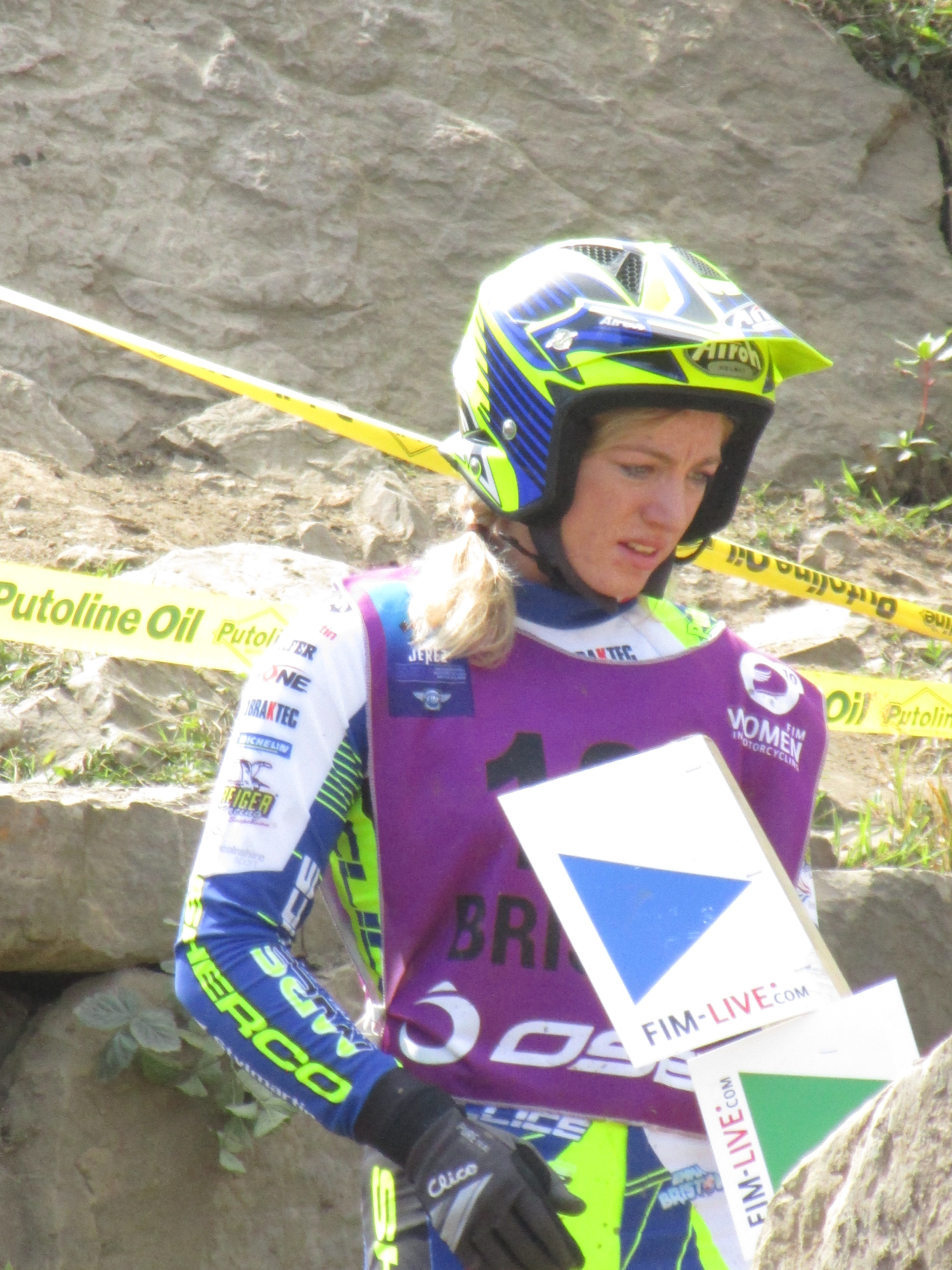
Wereldkampioene Emma Bristow

De Engelse Emma Bristow verdedigde met succes haar titel door alle wedstrijden te winnen. 

## Eindstand
| Nr. | Naam                | ITA | JAP | POR | FRA | SPA | Totaal |
| --- | ------------------- | --- | --- | --- | --- | --- | ------ |
| 1   | Emma Bristow        | 20  | 20  | 20  | 20  | 20  | 100    |
| 2   | Berta Abellan       | 13  | 17  | 17  | 17  | 17  | 81     |
| 3   | Sandra Gómez        | 17  | 13  | 15  | 15  | 15  | 75     |
| 4   | Neus Murcia Sadurní | 11  | 15  | 10  | 11  | 10  | 57     |
| 5   | Ingveig Håkonsen    | 15  | 10  | 11  | 9   | 11  | 56     |
| 6   | Maria Giro          | 10  | 11  | 8   | 13  | 9   | 51     |
| 7   | Alex Brancati       | 8   | 9   | 13  | 10  | 8   | 48     |
| 8   | Sarah Bauer         | 9   | 8   | 7   | 8   | 13  | 45     |
| 9   | Madeleine Hoover    | 6   | 6   | 9   | 7   | 6   | 34     |
| 10  | Jule Steinert       | 5   | 5   | 6   | 6   | 7   | 29     |
| 11  | Aya Nishimura       | 7   | 7   |     |     |     | 14     |
| 12  | Erika Melchior      | 4   | 4   |     |     |     | 8      |

2005 · 
2006 · 
2007 · 
2008 · 
2009 · 
2010 · 
2011 · 
2012 · 
2013 · 
2014 · 
2015 · 
2016 · 
2017 · 
2018 · 
2019 · 
2020